# Iurciîha, Kameanka
Iurciîha (în ucraineană Юрчиха) este o comună în raionul Kameanka, regiunea Cerkasî, Ucraina, formată numai din satul de reședință.

## Demografie
Componența lingvistică a comunei Iurciîha
     Ucraineană (96,35%)
     Rusă (3,65%)
Conform recensământului din 2001, majoritatea populației comunei Iurciîha era vorbitoare de ucraineană (96,35%), existând în minoritate și vorbitori de rusă (3,65%).